# Phare de la Pointe Saint-Marc
Le phare de la Pointe de Saint-Marc est un phare actif situé sur la Pointe de Saint-Marc (ceb) près de Saint-Marc, dans le département de l'Artibonite à Haïti, en mer des Caraïbes.

## Histoire
La station de signalisation maritime a été établie en 1924 sur un promontoire à environ 20 km au sud-ouest de la ville de Saint-Marc, dans le golfe de la Gonâve. Cette lumière marque l'entrée de la baie de Saint-Marc.

## Description
Ce phare  est une tour quadrangulaire métallique à claire-voie, avec une lanterne de 12 m de haut. La tour est peinte en blanc. Il émet, à une hauteur focale de 29 m, neuf flashs blancs très rapides par période de 15 secondes. Sa portée est de 9 milles nautiques (environ 17 km).
Identifiant : Marine Traffic : 1000019615 - Amirauté : J5406 - NGA : 110-14228.
|       |
| Haïti |

|            |
| Saint-Marc |

### Lien connexe
- Liste des phares d'Haïti